# Kierkejaure (Gällivare socken, Lappland)
Kierkejaure är en sjö i Gällivare kommun i Lappland och ingår i Luleälvens huvudavrinningsområde. Sjön har en area på 0,208 kvadratkilometer och ligger 511 meter över havet. Kierkejaure ligger i Sjaunja Natura 2000-område. Sjön avvattnas av vattendraget Amasjåkkå.

## Delavrinningsområde
Kierkejaure ingår i det delavrinningsområde (747125-165412) som SMHI kallar för Inloppet i Tjeknalis. Medelhöjden är 576 meter över havet och ytan är 21,38 kvadratkilometer. Det finns ett avrinningsområde uppströms, och räknas det in blir den ackumulerade arean 26 kvadratkilometer. Amasjåkkå som avvattnar avrinningsområdet har biflödesordning 3, vilket innebär att vattnet flödar genom totalt 3 vattendrag innan det når havet efter 367 kilometer. Avrinningsområdet består mestadels av skog (66 procent), sankmarker (13 procent) och kalfjäll (19 procent). Avrinningsområdet har 0,3 kvadratkilometer vattenytor vilket ger det en sjöprocent på 1,4 procent.